# Alfred Heyl
Alfred Heyl (* 6. Februar 1882 in Bibra, Sachsen-Meiningen; † 9. März 1964 in Weilburg, Oberlahnkreis) war ein deutscher Lehrer und Agrarwissenschaftler. Von ihm stammen zahlreiche Veröffentlichungen zum Pflanzen- und Ackerbau. Ab den 1920er Jahren veröffentlichte er eine Reihe von Lehrbüchern für Landwirtschaftsschulen.
Heyl war ab 1908 als Dozent an der Landwirtschaftsschule in Weilburg tätig und übernahm dort 1930 bis zu deren Schließung als Direktor deren Leitung. Parallel dazu gab er zwischen 1940 und 1945 am Gymnasium Philippinum Unterricht im Fach Biologie.